# Justin Chon
Justin Jitae Chon (Garden Grove, California; 29 de mayo de 1981) es un actor estadounidense de ascendencia surcoreana.

## Vida y carrera
Chon nació en Garden Grove, Condado de Orange, California, y se crio en Irvine, California. Él es de ascendencia coreana. Actualmente vive con su esposa Sasha Chon que es de nacionalidad rusa. Su padre, Sang, que trabaja en el negocio del calzado, fue un actor infantil en Corea del Sur, y fue a menudo en las películas en blanco y negro. Chon creció viendo películas de su padre, que finalmente le inspiraron para dedicarse a la actuación. Su madre, Kyung, es una pianista y ama de casa.
Él comenzó a actuar en 2000 en cine y después en series como Jack & Bobby y Taki y Luci. Llegó a la fama en 2006 cuando interpretó a Peter Wu en la película de Disney Channel Wendy Wu: Homecoming Warrior. También interpretó a Tony Lee en la serie de Nickelodeon Just Jordan. En 2008, interpretó a Eric Yorkie en la película Crepúsculo, basada en la novela de Stephenie Meyer. Justin repitió su papel como Eric Yorkie en la secuela de Crepúsculo, Luna Nueva.
Chon es copropietario de tres tiendas ubicadas en California llamadas Attic.
Los pasatiempos de Chon son surf, skate y snowboard. Aprendió a tocar el violín, y posteriormente tocó la guitarra durante su infancia con su padre. También es un bailarín aficionado y crea videos cortos cómicos en YouTube con sus amigos personales.

## Filmografía
| Año         | Título                                    | Personaje          | Notas            |  |
| ----------- | ----------------------------------------- | ------------------ | ---------------- |  |
| 2005        | Taki & Luci And film Cut                  | Drug Buyer & Ricky |                  |  |
| 2005        | Jack & Bobby                              | Greek Chorus       | TV               |  |
| 2006        | Wendy Wu: Homecoming Warrior              | Peter Wu           |                  |  |
| 2006        | Puff, Puff, Pass                          | Bobbi              |                  |  |
| 2006        | The O.C.                                  | Big Korea          | TV               |  |
| 2006        | Fleetwood                                 | Rong               |                  |  |
| 2007        | Zoom!                                     | Chester Lopman     |                  |  |
| 2007 - 2008 | Just Jordan                               | Tony Lee           | TV               |  |
| 2008        | Crepúsculo                                | Eric Yorkie        |                  |  |
| 2009        | Ball's Out: The Gary Houseman Story       | Joe Chang          |                  |  |
| 2009        | Crossing Over                             | Yong Kim           | completado       |  |
| 2009        | The Twilight Saga: New Moon               | Eric Yorkie        |                  |  |
| 2010        | The Twilight Saga: Eclipse                | Eric Yorkie        |                  |  |
| 2011        | The Twilight Saga: Breaking Dawn - Part 1 | Eric Yorkie        |                  |  |
| 2012        | From the Rough                            | Ji-Kyung           |                  |  |
| 2012        | The Twilight Saga: Breaking Dawn - Part 2 | Eric Yorkie        |                  |  |
| 2013        | 21 & Over (film)                          | Jeff Chang         |                  |  |
| 2015        | Seoul Searching                           | Sid Park           | En posproducción |  |
| 2016        | Dramaworld                                | Seth               |                  |  |
| 2018        | Deception                                 | Jordan Kwon        | TV               |  |
| 2021        | Blue Bayou                                | Antonio LeBlanc    |                  |  |